# Fontaine de l'Aigle
La fontaine de l'Aigle (en italien, Fontana dell'Aquilone) est située dans les jardins du Vatican à Rome, non loin de la statue de Pierre.

## Histoire
Elle remonte au XVIIe siècle et est due au sculpteur hollandais Jan van Santen (Romain appelé Vasanzio). La fontaine a été créée pour le pape Paul V dans les années 1611-1612 à l'occasion de la réparation de l'ancien aqueduc Aqua Paola, qui amène de l'eau au Vatican. C'est pourquoi l'aigle est l'élément principal de la fontaine et fait partie de l'emblème de la famille du Pape. D'autres artistes, tels que Carlo Maderno, auteur de sculptures allégoriques, ont également contribué à la création de la fontaine.

## Description
La fontaine est modelée à partir de blocs de travertin comme une grotte artificielle avec des niches, où l’eau en cascades tombe dans le réservoir ovale inférieur. Au sommet de la fontaine se trouve la statue d'un aigle. Dans les niches latérales sont cachées des statues de tritons sur les dauphins et les dragons. 

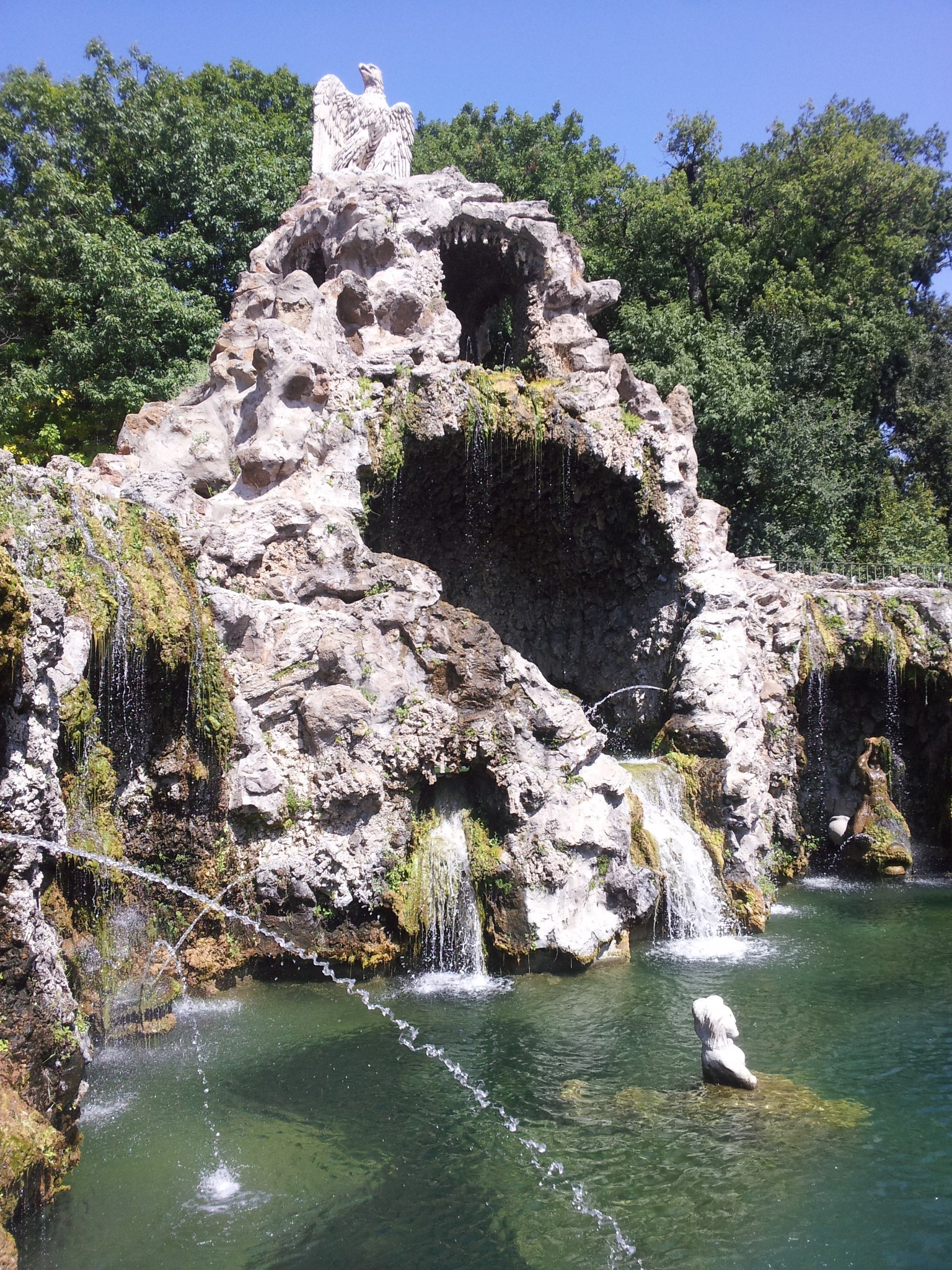
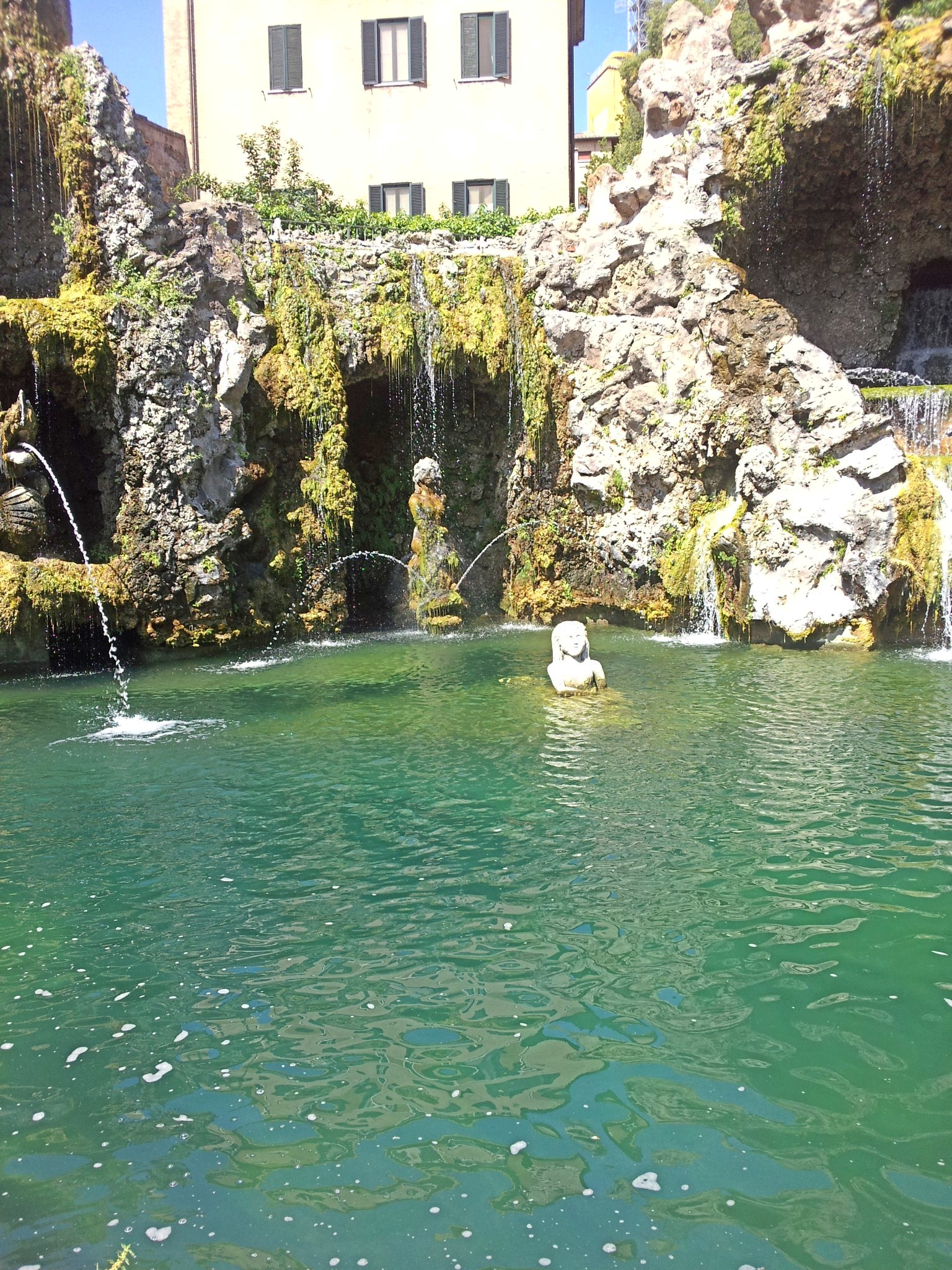
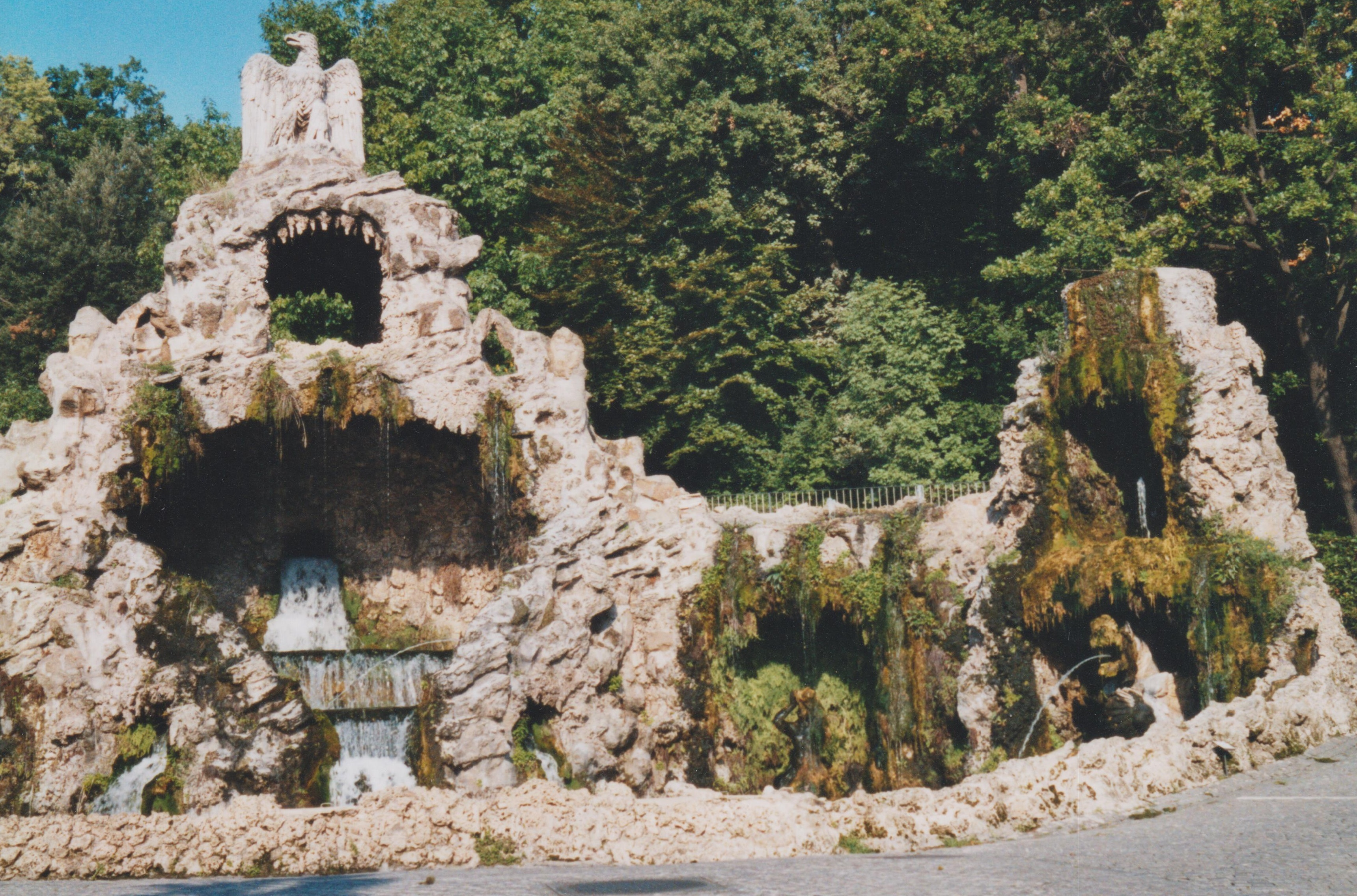

## Littérature
- P. Michael Collins, Cité du Vatican, 2009.
- Georg Denzler - Clemens Jöckle, Vatican - signification, histoire, art, 2007.
- Jaromir Sopouch - Hana Sopouchová, Les monuments de Rome et du Vatican, 1991.
- Lumir Pecold, Vatican, 1991.